# Bulimulus alethorhytidus
Bulimulus alethorhytidus је пуж из реда Stylommatophora. 

## Угроженост
Ова врста се сматра рањивом у погледу угрожености врсте од изумирања.

## Распрострањење
Ареал врсте је ограничен на Еквадор, тачније Галапагос.